# Hypercinabre
L'hypercinabre est un minéral composé de sulfure de mercure(II) (HgS), comme le cinabre et le métacinabre. Son nom vient de ce que la stabilité de cette espèce s’étend au-delà de celle du cinabre et du métacinabre. Il a été découvert par Potter et Barnes en 1978.
Sa couleur peut être rouge (comme le cinabre) ou noire (comme le métacinabre). Il se présente sous forme microscopique et cristallise dans un système hexagonal, contrairement à ses "cousins" (le cinabre cristallise dans un système trigonal et le métacinabre dans un système cubique).
Une température de 474,85 °C est nécessaire pour le former. Il peut se trouver naturellement dans les mines du Mont Diablo en Californie (USA), ou celle de White Caps dans le Nevada (USA).

## Formules des différents polymorphe du sulfure de mercure
α-HgS	cinabre/vermillon
α'-HgS	sulfure de mercure amorphe
β-HgS	métacinabre
γ-HgS hypercinabre